# Clémentine Hunter
Pour les articles homonymes, voir Hunter.

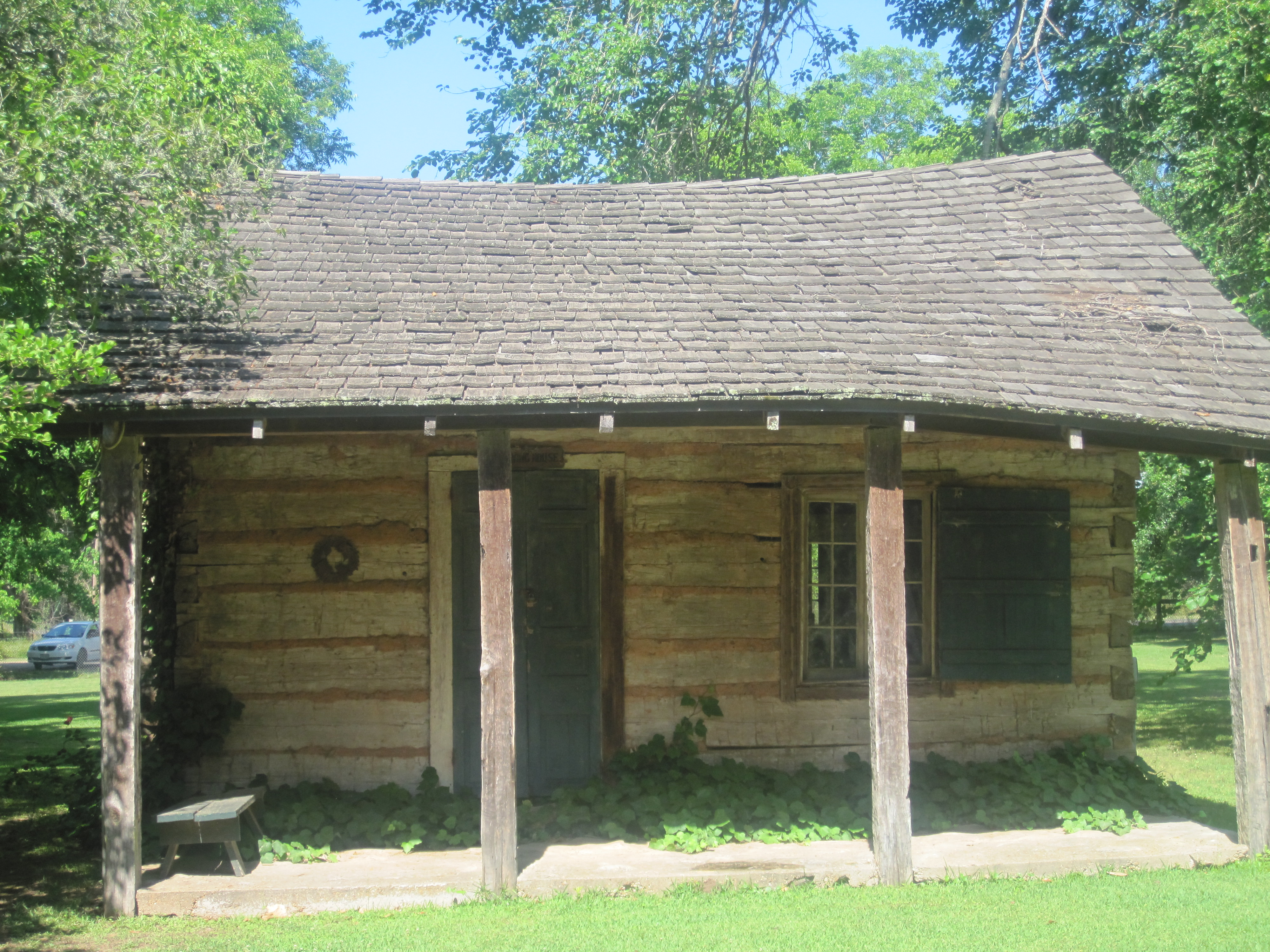
La case de Clémentine Hunter à Melrose.

Clémentine Hunter (née le 4 décembre 1886 ou 1887 – morte le 1er janvier 1988) est une peintre afro-américaine autodidacte qui réalisa des œuvres dans le style Folk Art.

## Biographie
Elle est née vers 1886 à la plantation Hidden Hill près de Cloutierville, en Louisiane. Son premier mari, Charlie Duprée, mourut en 1914 ; elle se remaria à Emmanuel Hunter en 1924. Les deux époux travaillèrent durant plusieurs années à Melrose, dans la plantation Melrose (en) dans le nord-ouest de la Louisiane. Melrose Plantation, sous la direction de Cammie Henry, devint un foyer littéraire et artistique réputé. Clémentine Hunter commença à peindre en 1939 après la visite d'Alberta Kinsey. Elle fut encouragée par François Mignon et James Register. Elle exposa au Delgado Museum (aujourd'hui le New Orleans Museum of Art). Elle fut invitée à la Maison-Blanche par le président américain Jimmy Carter et reçut un honorary doctorate de la Northwestern State University. Elle fut souvent comparée à une autre artiste afro-américaine : Grandma Moses. Ses œuvres représentent des portraits, des scènes de la vie dans les plantations et des scènes religieuses.